# Official Bootleg Mix Compact Disc
『Official Bootleg Mix Compact Disc』(オフィシャル･ブートレグ･ミックス･コンパクト･ディスク)は、Def Techの1枚目のミックスCD。 2012年8月29日にEuntalkから発売される。
タイトルのBootlegとは、海賊盤の意味を指す。Mix CD形式で曲を収録したアルバムになっており、違法な海賊盤によくあるリミックスCDを模して作成された。
収録曲はすべて繋がっている(一応トラックとしては分割されている)。

## 収録曲
1. Intro
「Def Tech  Live Tour 2006  Lokahi Lani ~Catch The Wave~」OKINAWA LIVEが収録されたライブDVDの冒頭部分の音声が収録されている。
2. A-1 vs Vocaline
アルバム「Mind Shift」収録の「A-1」と、ベストアルバム『GREATEST HITS』収録の「Vocaline」をミックスさせたもの。
3. F.M.B!!
アルバム「Mind Shift」より。
4. The Come Back
アルバム「Mind Shift」より。
5. Freedom
アルバム「UP」より。
6. take it HIGHER!!
アルバム「UP」より。
7. Guidance. Micro's House@attic studio
アルバム「Def Tech」より。
8. In Outside (Ark Angel Remix)
アルバム「Lokahi Lani」より、「In Outside」のRemix。
9. Power in da musiq ~Understanding (Nagacho Remix)
アルバム「Catch The Wave」より、「Power in da musiq ~Understanding」のRemix。
10. Ark Angel's Interlude (Beat by Ark Angel)
オリジナル音源。
11. Dream (John Fontein Remix)
アルバム「Mind Shift」より、「Dream」のRemix。
12. Who's The Coolest?
アルバム「Catch The Wave」より。
13. Get Real
アルバム「Lokahi Lani」より。
14. Muteki
アルバム「UP」より。
15. Pacific Island Music (Live)
「Def Tech  Live Tour 2006  Lokahi Lani ~Catch The Wave~」武道館ライブでの音源。
16. Spice
アルバム「UP」より。
17. High on Life (Live)
「Def Tech  Live Tour 2006  Lokahi Lani ~Catch The Wave~」OKINAWA LIVEでの音源。
18. Sufer's Paradice
アルバム「Mind Shift」より。
19. Day Off
アルバム「UP」より。
20. Broken Hearts
アルバム「Catch The Wave」より。
21. Emergency (Jawaiian Mix)
オムニバスアルバム「Def Tech presents Jawaiian Style Records Ehukai」より。
22. Future Child (Live)
「Def Tech  Live Tour 2006  Lokahi Lani ~Catch The Wave~」OKINAWA LIVEでの音源。
23. Catch me if you can
アルバム「Mind Shift」より。
24. My Way (Live)
「Def Tech  Live Tour 2006  Lokahi Lani ~Catch The Wave~」OKINAWA LIVEでの音源。
25. My Baby Love
アルバム「UP」より。
26. Rays of Light (Live)
「Def Tech -111111- 武道館Special!!」での音源。
27. Jawaiian Time
アルバム「Catch The Wave」より。
28. Quality Of Life
アルバム「Def Tech」より。
29. Canción de la expansión
アルバム「Catch The Wave」より。
30. おんがく♬MUSIC (読みは、「おんがく おんぷ　ミュージック」) 
アルバム「Mind Shift」より。
31. friends for always
アルバム「UP」より。
32. Deep Blue (Inst.)
アルバム「Catch The Wave  SIDE B [INST.]」より。
33. Catch The Wave (Live)
「Def Tech  Live Tour 2006  Lokahi Lani ~Catch The Wave~」武道館ライブでの音源。
34. Consolidation Song (Live)
「Def Tech  Live Tour 2006  Lokahi Lani ~Catch The Wave~」武道館ライブでの音源。